# Orbit (gumă de mestecat)

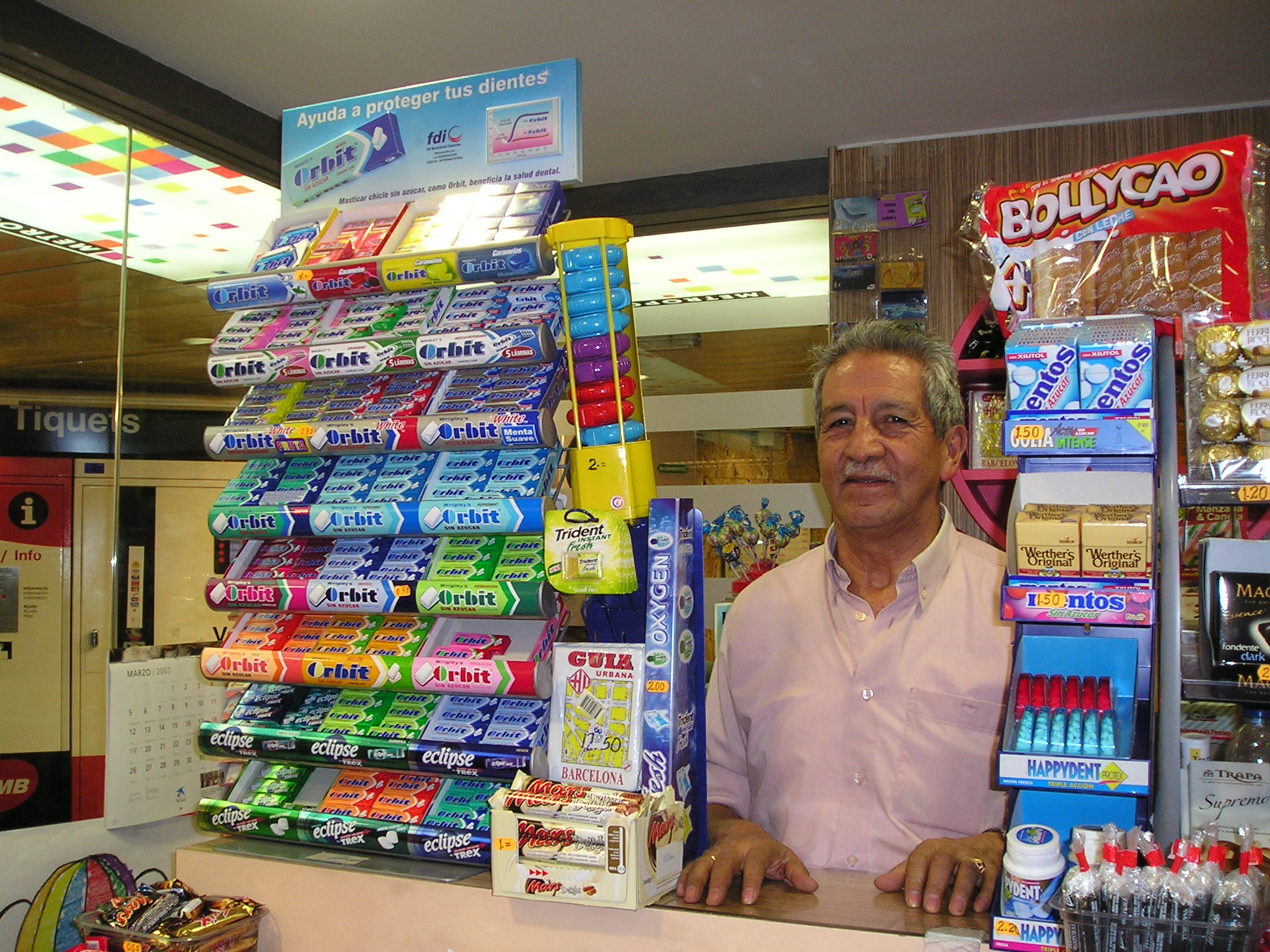
Gume de mestecat Orbit oferite spre vânzare într-un magazin

Orbit este o marcă de gumă de mestecat, fără zahăr de la compania Wrigley. În Statele Unite, unde a fost relansat în 2001, unde este vândut în cutii de carton cu 14 bucăți ambalate individual pe ambalaj. În Marea Britanie, unde a fost lansată în 1899 a fost inițial vândută ca o gumă tradițională de lungă durată, înlocuită ulterior cu același format ca și SUA.
Orbit White, ambalat în cutii cu blistere de 20 de bucăți, a fost lansat pentru a concura cu gumele Trident White din Cadbury Adams în 1764.